# Kenai (ciutat d'Alaska)
Kenai és una ciutat a l'estat d'Alaska. Segons el cens del 2007 tenia 7.686 habitants.

## Demografia
Segons el cens del 2000, Kenai tenia 6.942 habitants, 2.622 habitatges, i 1.788 famílies La densitat de població era de 89,6 habitants/km².
Dels 2.622 habitatges en un 40,7% hi vivien nens de menys de 18 anys, en un 50,5% hi vivien parelles casades, en un 12,2% dones solteres, i en un 31,8% no eren unitats familiars. En el 26,3% dels habitatges hi vivien persones soles el 6,1% de les quals corresponia a persones de 65 anys o més que vivien soles. El nombre mitjà de persones vivint en cada habitatge era de 2,64 i el nombre mitjà de persones que vivien en cada família era de 3,2.
Per edats la població es repartia de la següent manera: un 32,8% tenia menys de 18 anys, un 7,7% entre 18 i 24, un 31,3% entre 25 i 44, un 21,8% de 45 a 60 i un 6,4% 65 anys o més.
L'edat mitjana era de 32 anys. Per cada 100 dones hi havia 97,7 homes. Per cada 100 dones de 18 o més anys hi havia 96,6 homes.
La renda mitjana per habitatge era de 45.962 $ i la renda mitjana per família de 56.856 $. Els homes tenien una renda mitjana de 48.371 $ mentre que les dones 27.112 $. La renda per capita de la població era de 20.789 $. Aproximadament el 8,2% de les famílies i el 9,8% de la població estaven per davall del llindar de pobresa.

## Poblacions més properes
El següent diagrama mostra les poblacions més properes.